# Joanna (Carolina del Sud)
Joanna és una concentració de població designada pel cens dels Estats Units a l'estat de Carolina del Sud. Segons el cens del 2000 tenia 1.609 habitants.

## Demografia
Segons el cens del 2000, Joanna tenia 1.609 habitants, 688 habitatges i 460 famílies. La densitat de població era de 197,2 habitants/km².
Dels 688 habitatges en un 27,5% hi vivien nens de menys de 18 anys, en un 48,8% hi vivien parelles casades, en un 12,5% dones solteres, i en un 33% no eren unitats familiars. En el 29,4% dels habitatges hi vivien persones soles el 17,4% de les quals corresponia a persones de 65 anys o més que vivien soles. El nombre mitjà de persones vivint en cada habitatge era de 2,33 i el nombre mitjà de persones que vivien en cada família era de 2,88.
Per edats la població es repartia de la següent manera: un 23,1% tenia menys de 18 anys, un 6,7% entre 18 i 24, un 26,1% entre 25 i 44, un 23,9% de 45 a 60 i un 20,3% 65 anys o més.
L'edat mediana era de 41 anys. Per cada 100 dones de 18 o més anys hi havia 83,4 homes.
La renda mediana per habitatge era de 27.891$ i la renda mediana per família de 35.000$. Els homes tenien una renda mediana de 27.271$ mentre que les dones 19.338$. La renda per capita de la població era de 14.500$. Entorn del 10,6% de les famílies i el 16% de la població estaven per davall del llindar de pobresa.

## Poblacions més properes
El següent diagrama mostra les poblacions més properes.